# Постіронія
Постіронія (пост-іронія; від лат. post — після та іронія) — термін, що використовується для позначення стану, у якому серйозні та іронічні наміри заплутані. Рідше використовується як повернення від іронії до серйозності, подібне до «нової щирості». Прикладами постіронічної творчості є лондонський лейбл PC Music, південноафриканський гурт Die Antwoord, британське телешоу «Garth Marenghi's Darkplace» та фільм Вернера Герцога «Поганий лейтенант». Комік сюрреалістичного гумору Тім Гайдекер зображує людину, яка веде постіронічний спосіб життя, у фільмі «Комедія».
У літературі Девід Фостер Воллес часто описується як засновник «постіронічної» літератури. Його нариси «E Unibus Pluram» та «Fictional Futures and the Conspicuously Young» описують це явище. Воллес зазначив, що сподівається на нову літературу, котра вийде за рамки постмодерністської іронії. Інші автори, яких часто зараховують до постіроніків, — Дейв Еґґерс, Тао Лінь та Алекс Шакар.

## Огляд
У той час, як постмодерністська іронія має на увазі, що деякі речі повинні бути об'єктами цинічного глузування й не сприйматися серйозно, в «новій щирості» вони навпаки мають сприйматися серйозно або без іронії, начебто неіронічно (лат. unironically). Постіронія поєднує ці два елементи: коли щось абсурдне сприймається серйозно, або коли серйозність чи несерйозність ситуації неочевидна та незрозуміла. 
Одним із прикладів є фільм «Поганий лейтенант»:
|                                        | Фільм містить усе, що має містити свято іронії в стилі фільму «Зміїний політ»: жахливо фальшивий сюжет, погану акторську гру й захопливо надмірне возвеличення вживання наркотиків і сексу. Проте фільм не просто насолоджується вульгарною стилістикою свого жанру: «Поганий лейтенант» чудово знятий і містить всебічний та гострий коментар до всього, від расових відносин і корупції в поліції до того, як віднайти життєвий успіх в американських реаліях. |
| — Меттью Коллінз, The Georgetown Voice | |

## Метаіронія
Метаіронія (від англ. metairony) є формою іронії, що виходить за межі постіронії. Можна охарактеризувати як четвертий шар іронії, що повертається до щирості. На рівні метаіронії втрачається всякий сенс, що стоїть за посланням. Публіка (а іноді і сам творець) не усвідомлюють щирості обговорюваних думок. Метаіронія — це не спроба поставити крапку в чомусь, вона просто вказує на існування питання чи сукупності думок.

## Критика
Цей термін набуває все більшої популярності й вже має деякі критичні оцінки:
|                             | …є низка хибних уявлень про іронію, поширених останнім часом… те, що «постіронія» є прийнятним терміном — зараз дуже модно його вживати, маючи на увазі одну з трьох речей: 1) що іронія закінчилася; 2) що постмодернізм та іронія є взаємозамінними та їх можна поєднати в одне зручне слово; або 3) що ми більш іронічні, ніж раніше, і тому нам потрібно додати префікс, що говорить про ще більшу іронічну відстань, ніж доступна просто іронії. Жодне з цього не відповідає дійсності. |
| — Зої Вільямс, The Guardian | |